# Maison bulles de Daniel Bord
La maison de Daniel Bord est une maison bulle de Festes-et-Saint-André dans l'Aude construite par son propriétaire Daniel Bord, lui-même architecte, sur les conseils de l'habitologue hongrois  Antti Lovag.
L'ensemble est composé des onze bulles située au lieu-dit Le Magre. La maison est inscrite au titre des monuments historique depuis juillet 2023 .